# Finale della UEFA Europa Conference League 2022-2023
La finale della 2ª edizione dell'Europa Conference League si è disputata il 7 giugno 2023 all'Eden Aréna di Praga, in Repubblica Ceca, tra gli italiani della Fiorentina e gli inglesi del West Ham Utd.
La partita è stata vinta dal West Ham Utd per 2-1, con gli inglesi che si sono aggiudicati il primo titolo nella competizione e l'accesso diretto alla fase a gironi della UEFA Europa League 2023-2024.

## Le squadre
| Squadre      | Partecipazioni precedenti (il grassetto indica la vittoria) |
| ------------ | ----------------------------------------------------------- |
| Fiorentina   | Nessuna                                                     |
| West Ham Utd | Nessuna                                                     |

## Antefatti
La finale del 2023 rappresenta il primo confronto di sempre in competizioni UEFA per club tra Fiorentina e West Ham Utd. Per entrambe le squadre si tratta del primo atto conclusivo nella manifestazione; mentre a livello europeo è il quinto complessivo per gli italiani, a distanza di 33 anni da quello perso in Coppa UEFA contro i connazionali della Juventus, ed il terzo in totale per gli inglesi, che tornano a disputarne uno dopo 47 anni dalla sconfitta in Coppa delle Coppe per mano dell'Anderlecht. Sia per il tecnico dei toscani, Vincenzo Italiano, che per l'allenatore dei londinesi, David Moyes, si tratta dell'esordio assoluto in una finale di un torneo UEFA.
Questa è la prima finale nella storia della competizione, nonché la sesta a livello continentale, in cui ad affrontarsi sono una compagine italiana ed una inglese: la Fiorentina diviene inoltre il primo club europeo a raggiungere almeno una volta l'atto conclusivo di ciascuna della quattro maggiori manifestazioni confederali (Coppa dei Campioni/Champions League, Coppa UEFA/Europa League, Coppa delle Coppe ed Europa Conference League). 

## Sede
Il 10 maggio 2022 la UEFA ha selezionato la sede per la finale di Europa Conference League del 2023, collocandola all'Eden Aréna di Praga.
Terminato nel 2008, l'impianto ospita per la terza volta un atto conclusivo di una competizione europea, dopo quello del 2013 di Supercoppa UEFA tra i tedeschi del Bayern Monaco e gli inglesi del Chelsea, e quello del 2015 del campionato europeo under-21 fra le nazionali di Svezia e Portogallo. Nel complesso si tratta della terza gara decisiva di un torneo continentale a svolgersi sia nella città di Praga che in Repubblica Ceca.

## Il cammino verso la finale

### Fiorentina
La Fiorentina di Vincenzo Italiano inizia il proprio cammino dalle fasi di qualificazione, dove elimina gli olandesi del Twente negli spareggi con un risultato complessivo di 2-1 nel doppio confronto, determinato dalla vittoria per 2-1 in Italia e dal pareggio per 0-0 nei Paesi Bassi, accedendo così alla fase a gironi della competizione.
Gli italiani vengono dunque inseriti nel gruppo A con i turchi dell'İstanbul Başakşehir, gli scozzesi dell'Hearts e i lettoni del RFS Riga. Nella gara d'esordio, i toscani pareggiano per 1-1 in casa contro il RFS Riga, prima di incappare in una pesante sconfitta esterna per 3-0 ad opera dell'İstanbul Başakşehir; nella doppia sfida contro l'Hearts arrivano invece due trionfi, quello in trasferta per 3-0 e quello casalingo per 5-1. Il girone si chiude con due ulteriori vittorie: un 2-1 interno ai danni dei turchi ed un 3-0 fuori casa a discapito dei lettoni, che sanciscono il secondo posto in classifica con 13 punti, a pari merito con la squadra turca, che si piazza però davanti per via di una migliore differenza reti.
L'urna degli spareggi riserva alla Fiorentina uno scontro con i portoghesi del Braga, che vengono eliminati con un risultato complessivo di 7-2 tra andata, vinta per 3-2 in trasferta, e ritorno, successo per 4-0 in casa. Agli ottavi di finale, gli italiani affrontano i turchi del Sivasspor, battuti con un aggregato complessivo di 5-1 (1-0 a Firenze, 4-1 a Sivas) nei due scontri. Ai quarti di finale i polacchi del Lech Poznań vengono superati con un computo totale di 6-4 (4-1 in trasferta, sconfitta 2-3 in casa), dopo molte peripezie dovute al momentaneo pareggio nella gara di ritorno. Nelle semifinali affrontano gli svizzeri del Basilea, che si impongono per 2-1 nel match d'andata allo stadio Artemio Franchi, mentre nella gara di ritorno i Viola riescono a ribaltare il risultato, vincendo 3-1 al St. Jakob-Park con il gol di Antonin Barak al 15'+9 del secondo dei due tempi supplementari, raggiungendo così la finale con un risultato complessivo di 4-3 nel doppio confronto. Per la squadra italiana si tratta della prima finale in tale competizione, nonché della quinta in assoluto a livello europeo a distanza di trentatré anni dall'ultima disputata in Coppa UEFA nel 1990.

### West Ham Utd
Il West Ham Utd di David Moyes inizia il proprio cammino dallo spareggio di qualificazione, dove elimina i danesi del Viborg con un largo risultato complessivo di 6-1 fra andata e ritorno. Gli inglesi vengono poi inseriti nel Gruppo B insieme ai belgi dell'Anderlecht, ai rumeni dell'FCSB e ai danesi del Silkeborg, classificandosi al primo posto del girone a punteggio pieno dopo aver vinto tutte le sei partite del raggruppamento. Negli ottavi di finale, i ciprioti dell'AEK Larnaca vengono superati con un computo totale di 6-0 nei due scontri. Ai quarti di finale vengono sorteggiati i belgi del Gent, battuti con un aggregato complessivo di 5-2 nel doppio confronto. Nelle semifinali gli Hammers affrontano gli olandesi dell'AZ Alkmaar, vincendo sia all'andata al London Stadium per 2-1 che al ritorno all'AFAS Stadion per 1-0, raggiungendo la finale con un risultato complessivo di 3-1. Per la squadra inglese si tratta della prima finale in tale competizione, nonché della terza in assoluto a livello europeo a distanza di quarantasette anni dall'ultima disputata in Coppa delle Coppe nel 1976.

### Tabella riassuntiva del percorso
Note: In ogni risultato sottostante, il punteggio della finalista è menzionato per primo. (C: Casa; T: Trasferta)
| Squadra             | Pt | G |
| ------------------- | -- | - |
| İstanbul Başakşehir | 13 | 6 |
| Fiorentina          | 13 | 6 |
| Hearts              | 6  | 6 |
| RFS Riga            | 2  | 6 |

| Squadra      | Pt | G |
| ------------ | -- | - |
| West Ham Utd | 18 | 6 |
| Anderlecht   | 8  | 6 |
| Silkeborg    | 6  | 6 |
| FCSB         | 2  | 6 |

## La partita
Il primo tempo vede la Fiorentina gestire maggiormente il possesso del pallone, mentre il West Ham Utd punta a ripartire in contropiede. La prima frazione di gioco produce poche occasioni da rete per le due squadre, con l'attaccante della Fiorentina Jović che si vede annullare una realizzazione per fuorigioco nel recupero del primo tempo. Da segnalare anche la sospensione della gara per qualche minuto a causa del lancio di oggetti in campo da parte dei tifosi inglesi, uno dei quali colpisce il capitano viola Biraghi, ferendolo alla nuca. Il secondo tempo non si discosta dallo svolgimento del primo, fino al calcio di rigore trasformato al 62' dal West Ham Utd con Benrahma, per fallo di mano di Biraghi. Il vantaggio dura solo cinque minuti: al 67' Bonaventura pareggia con un tiro in diagonale dall'interno dell'area di rigore. La partita rimane in parità fino al 90', quando Paquetá lancia in profondità Bowen che batte il portiere Terracciano. La Fiorentina non riesce a trovare il pareggio e il West Ham Utd si aggiudica il trofeo, a ventiquattro anni dall'ultima vittoria europea.

## Tabellino

### Dettagli
La squadra "di casa" (ai fini amministrativi) è stata determinata da un sorteggio aggiuntivo effettuato dopo il sorteggio dei quarti di finale.
| Arbitro: | Carlos del Cerro Grande |

|                 |           |                               |
| Bonaventura 67’ | Marcatori | 62’ (rig.) Benrahma 90’ Bowen |

| Fiorentina | West Ham Utd |

| P                 | 1  | Pietro Terracciano    |     |       |
| D                 | 2  | Dodô                  |     |       |
| D                 | 4  | Nikola Milenković     | 75’ |       |
| D                 | 16 | Luca Ranieri          |     | 84’   |
| D                 | 3  | Cristiano Biraghi     |     |       |
| C                 | 34 | Sofyan Amrabat        | 85’ |       |
| C                 | 38 | Rolando Mandragora    | 66’ | 90+3’ |
| C                 | 5  | Giacomo Bonaventura   |     |       |
| A                 | 22 | Nicolás González      |     |       |
| A                 | 99 | Christian Kouamé      |     | 61’   |
| A                 | 7  | Luka Jović            |     | 46’   |
| A disposizione:   |    |                       |     |       |
| P                 | 31 | Michele Cerofolini    |     |       |
| D                 | 15 | Aleksa Terzić         |     |       |
| D                 | 23 | Lorenzo Venuti        |     |       |
| D                 | 28 | Lucas Martínez Quarta |     |       |
| D                 | 98 | Igor                  |     | 84’   |
| C                 | 8  | Riccardo Saponara     |     | 61’   |
| C                 | 32 | Alfred Duncan         | 67’ |       |
| C                 | 42 | Alessandro Bianco     |     |       |
| C                 | 72 | Antonín Barák         |     | 90+3’ |
| A                 | 9  | Arthur Cabral         |     | 46’   |
| A                 | 11 | Jonathan Ikoné        |     |       |
| A                 | 77 | Josip Brekalo         |     |       |
| Allenatore:       |    |                       |     |       |
| Vincenzo Italiano |    |                       |     |       |

| P               | 13 | Alphonse Areola  |       |       |
| D               | 5  | Vladimír Coufal  |       |       |
| D               | 4  | Kurt Zouma       |       | 61’   |
| D               | 27 | Nayef Aguerd     | 53’   |       |
| D               | 33 | Emerson Palmieri |       |       |
| C               | 28 | Tomáš Souček     |       |       |
| C               | 41 | Declan Rice      |       |       |
| C               | 11 | Lucas Paquetá    |       |       |
| A               | 20 | Jarrod Bowen     | 90+7’ |       |
| A               | 22 | Saïd Benrahma    | 31’   | 76’   |
| A               | 9  | Michail Antonio  |       | 90+4’ |
| A disposizione: |    |                  |       |       |
| P               | 1  | Łukasz Fabiański |       |       |
| D               | 2  | Ben Johnson      |       |       |
| D               | 3  | Aaron Cresswell  | 90+1’ |       |
| D               | 21 | Angelo Ogbonna   |       | 90+4’ |
| D               | 24 | Thilo Kehrer     |       | 61’   |
| C               | 8  | Pablo Fornals    |       | 76’   |
| C               | 10 | Manuel Lanzini   |       |       |
| C               | 12 | Flynn Downes     |       |       |
| C               | 62 | Freddie Potts    |       |       |
| A               | 14 | Maxwel Cornet    |       |       |
| A               | 18 | Danny Ings       |       |       |
| A               | 72 | Divin Mubama     |       |       |
| Allenatore:     |    |                  |       |       |
| David Moyes     |    |                  |       |       |

| Assistenti arbitrali: Pau Cebrián Devis (Spagna) Guadalupe Porras Ayuso (Spagna) Quarto ufficiale: Jesús Gil Manzano (Spagna) Assistente di riserva: Diego Barbero Sevilla (Spagna) VAR: Juan Martínez Munuera (Spagna) Assistente al VAR: Alejandro Hernández Hernández (Spagna) Supporto al VAR: Tiago Martins (Portogallo) | Regole dell'incontro - due tempi regolamentari da 45 minuti ciascuno; - due tempi supplementari da 15 minuti ciascuno in caso di parità; - tiri di rigore in caso di ulteriore parità; inizialmente cinque per squadra, e a oltranza fino a spareggio in caso di ulteriore parità; - numero massimo di 23 giocatori per squadra a referto (11 in campo e 12 come potenziali sostituti); - cinque sostituzioni permesse nei tempi regolamentari; una sesta permessa nei tempi supplementari. |

## Statistiche
| Statistiche       | Fiorentina | West Ham Utd |
| ----------------- | ---------- | ------------ |
| Reti segnate      | 0          | 0            |
| Tiri totali       | 7          | 3            |
| Tiri in porta     | 0          | 1            |
| Parate            | 1          | 0            |
| Possesso palla    | 66%        | 34%          |
| Calci d'angolo    | 3          | 2            |
| Falli commessi    | 5          | 7            |
| Fuorigioco        | 1          | 1            |
| Cartellini gialli | 0          | 1            |
| Cartellini rossi  | 0          | 0            |

| Statistiche       | Fiorentina | West Ham Utd |
| ----------------- | ---------- | ------------ |
| Reti segnate      | 1          | 2            |
| Tiri totali       | 10         | 5            |
| Tiri in porta     | 4          | 3            |
| Parate            | 1          | 3            |
| Possesso palla    | 61%        | 39%          |
| Calci d'angolo    | 0          | 2            |
| Falli commessi    | 10         | 9            |
| Fuorigioco        | 1          | 2            |
| Cartellini gialli | 4          | 3            |
| Cartellini rossi  | 0          | 0            |

| Statistiche       | Fiorentina | West Ham Utd |
| ----------------- | ---------- | ------------ |
| Reti segnate      | 1          | 2            |
| Tiri totali       | 17         | 8            |
| Tiri in porta     | 4          | 4            |
| Parate            | 2          | 3            |
| Possesso palla    | 63%        | 37%          |
| Calci d'angolo    | 3          | 4            |
| Falli commessi    | 15         | 16           |
| Fuorigioco        | 2          | 3            |
| Cartellini gialli | 4          | 4            |
| Cartellini rossi  | 0          | 0            |